# El Molar (Jaén)
El Molar es una localidad y pedanía española perteneciente al municipio de Cazorla, en la provincia de Jaén. Está situada en la parte noroccidental de la comarca de Sierra de Cazorla. Cerca de esta localidad se encuentran los núcleos de Valdecazorla, Puente de la Cerrada y Solana de Torralba.